# Aurora (2010)
Aurora ist ein rumänischer Spielfilm aus dem Jahr 2010 von Cristi Puiu, der das Buch schrieb, Regie führte und die Hauptrolle übernahm. Er schildert einfache Alltagsszenen eines Mannes in mittleren Jahren, der zum Mörder wird, mit wenig Dialog und oft in statischen Plansequenzen. Da er Informationen zum Hintergrund des Protagonisten, insbesondere zu seinen Beziehungen zu anderen Figuren knapp hält, ist die Geschichte rätselhaft und fordert das Publikum zum aktiven Zuschauen auf. Seine Uraufführung erlebte das Werk an den Filmfestspielen von Cannes.

## Handlung
In einer Wohnung unterhalten sich Viorel und Gina, die von einem anderen Mann ein sehr teures Kleid geschenkt bekommen hat, über die Schullektüre von Ginas Tochter. Anschließend fährt Viorel durch die nächtliche Stadt, schleicht über Bahngeleise, beobachtet im Morgengrauen ein Sträßchen am Stadtrand. Im Betrieb fordert er von einem Kollegen mit bestimmtem Ton eine Geldsumme zurück, die ihm dieser geschuldet hat. Bei einem Bekannten holt er Patronen für eine Jagdflinte ab. Anscheinend orientierungslos bewegt er sich durch die Stadt und einen Supermarkt und weicht anderen Menschen aus.
In einer nicht fertig eingerichteten Wohnung räumt er dies und das auf. Beim Duschen stellt er fest, dass aus der Wohnung über ihm Wasser durch die Decke tropft. Der Sohn der dortigen Familie hat die Wanne überlaufen lassen, wofür die Mutter und später der Vater ihn beschimpfen und sich bei Viorel entschuldigen. Er bekommt Besuch von Pusa und einem Bekannten, die sich wundern, dass er mit dem Anstrich der Wände nicht vorangekommen ist. In der Stadt sitzt er im Auto und isst ein Butterbrot. Dann begibt er sich in einen Waffenladen, wo er länger braucht, um sich zwischen zwei Gewehren zu entscheiden. Abends erhält er Besuch von einem älteren Bekannten, der einige Möbel und Gegenstände mitnimmt; Viorel befiehlt, dass dieser und dessen Helfer einige Bücher und Schallplatten nicht mitnehmen dürfen. In der Nacht packt er ein Gewehr aus und setzt es zusammen; dann prüft er mögliche Haltungen, bei denen er sich selbst erschießen kann, schließlich feuert er in ein Kissen. Möglichst ungesehen schleicht er ins Parkhaus eines Hotels. Er lauert einem Mann und einer Frau auf, die einen Wagen steigen, und erschießt beide. Zuhause packt er einige Sachen. Er sucht die Wohnung auf, in der Gina mit ihrer Tochter und einem anderen Mann zusammen lebt. Er holt die Tochter ab, die einen Schulausflug haben wird, um sie zum Bahnhof zu fahren. Danach fährt er mit einigen Koffern zu Pusa, wo er deren Lebensgefährten klarmacht, dass er ihn nicht mag und dass dieser seine Sachen nicht anfassen soll. Noch ehe der Tag angebrochen ist, fährt er zum Sträßchen am Stadtrand und betritt ein Haus, in dem ihn eine Bekannte reinlässt. Sie reden wenig, während sie eine Mahlzeit vorbereitet. Dann tötet er sie, holt das Gewehr aus dem Auto und feuert auf die Leiche ab. Als etwas später der ältere Bekannte, der zuvor aus Viorels Wohnung Sachen geholt hat, nach Hause kommt, erschießt Viorel auch ihn. In der Stadt klopft er an ein Modegeschäft, das noch nicht geöffnet ist, und fragt nach Andrea. Den Verkäuferinnen gelingt es nicht, ihn abzuwimmeln, er drängt sich in den Laden und wirft den Frauen vor, Andrea zu verstecken. Nach einer Weile verlässt er das Geschäft wieder. Er holt seine Tochter, die gerade in einer Theaterprobe steckt, zum Unmut der Lehrerin von der Schule ab. Da er keinen Schlüssel zu Pusas Wohnung hat, gibt er sie bei der Nachbarin ab. Auf der Straße isst er ein Butterbrot, bevor er sich auf einer Polizeiwache stellt. Die Beamten nehmen sich Zeit und kümmern sich zuerst um ihren Kaffee und private Angelegenheiten, ehe sie Viorel anhören. Er gibt an, der im Parkhaus ermordete Mann sei der Scheidungsanwalt seiner Ex-Frau, die ihn begleitende Frau sei ihm hingegen unbekannt. Die beiden im Haus am Stadtrand getöteten Bekannten seien seine ehemaligen Schwiegereltern. Er habe die Scheidung von Amalia nicht gewollt, doch sie habe sich unbedarft von anderen Menschen beeinflussen lassen. Er habe zwei Töchter. Nachdem der Leichenfund telefonisch bestätigt worden ist, entscheidet der leitende Beamte, dass die Aussage aufgenommen wird.

## Kritiken
Laut dem film-dienst reihe sich in der letzten Stunde des Films „eine atemberaubende Szene an die nächste“, etwa der Besuch des Protagonisten in der Boutique, einem „der intensivsten, besten Momente“. Zwar sei der Film präzise inszeniert und zwinge das Publikum, viel zu denken. Doch er belohne Geduld nicht, und erst mit der Interpretationsleistung des Zuschauers ergebe die Handlung Sinn, weshalb Puius Ansatz nicht „gänzlich befriedigen kann“ und im „Gesamteindruck zwiespältig“ bleibe. Er drücke sich um eine klare eigene Stellungnahme, so dass „der Betrachter am Ende nicht mehr irritiert wird, sondern genau das finden wird, was er zuvor schon über Rumänien, das Kino und den Menschen an sich gedacht hat.“ In einer Cannes-Rückschau der Sight & Sound hieß es zu Aurora: „Auch wenn die drei Stunden nicht gerade gerechtfertigt sind, könnte ein Zweieinhalbstunden-Schnitt daraus ein Meisterwerk des Einkehr-Kinos machen.“ Nach der Einschätzung in Positif ist Aurora ein „seltsames Ding, halb ethnologische Doku, halb Erforschung eines kranken Geistes.“ Der Film übe sich nicht in Effekten und stelle keine monströse Hauptfigur vor, sondern zeichne routinierten Alltag auf und offenbare Abgründe an Banalität. Zwar habe er vor allem während der ersten Stunde Längen, doch zeuge er von der Reife des rumänischen Kinos.